# مريجان بوشنيك
مريجان بوشنيك (Marijan Pušnik) (مواليد 1 نوفمبر 1960) هو مدرب كرة قدم.

## وصلات خارجية
- مريجان بوشنيك على موقع قاعدة بيانات كرة القدم.إي يو (الإنجليزية)
- مريجان بوشنيك على موقع Soccerway.com (الإنجليزية)
- مريجان بوشنيك على موقع عالم كرة القدم.نت (الإنجليزية)

- J.League Data Site (باليابانية)